# Estanzuela, Michoacán de Ocampo
Estanzuela är en ort i Mexiko.   Den ligger i kommunen Tlalpujahua och delstaten Michoacán de Ocampo, i den sydöstra delen av landet, 120 km väster om huvudstaden Mexico City. Estanzuela ligger 2 726 meter över havet och antalet invånare är 540.
Terrängen runt Estanzuela är kuperad. Runt Estanzuela är det ganska tätbefolkat, med 179 invånare per kvadratkilometer. Närmaste större samhälle är El Oro de Hidalgo, 6,3 km nordost om Estanzuela. Trakten runt Estanzuela består till största delen av jordbruksmark.